# Koude Vaart
De Koude Vaart (Bildts en officieel: Kouwe Faart) is een kanaal in de gemeente Waadhoeke in het noordwesten van de provincie Friesland.
De Koude Vaart begint ten noorden van Berlikum bij de Blikvaart en eindigt in de buurtschap Zwarte Haan bij het H.G. Miedemagemaal. Vanaf Berlikum wordt de provinciale weg 393 tussen de dorpen Sint Annaparochie en Sint Jacobiparochie gekruist, daarna volgen kruisingen met de Oude Bildtdijkstervaart en de Oudebildtdijk. De twaalf kilometer lange Koude Vaart eindigt samen met de Nieuwe Bildtdijkstervaart bij het Miedemagemaal.